# Witt
Witt – nazwisko pochodzące od imion Wit i Witold, oznaczające "witać", "pozdrawiać kogoś przy spotkaniu", dawniej "przybywać". W roku 1994 w Polsce mieszkały 1772 osoby o tym nazwisku, najwięcej w dawnym województwie pilskim (252).
Znane osoby noszące to nazwisko:
- Alicia Witt – amerykańska aktorka
- Carl Gustav Witt – niemiecki astronom
- Ernst Witt – niemiecki matematyk
- Fritz Witt – generał SS
- Jan de Witt – holenderski polityk
- Joachim Witt – niemiecki muzyk i aktor
- Katarina Witt – niemiecka łyżwiarka figurowa
- Arlena Witt – edukatorka języka obcego